# Circle Chart Music Awards
Los Circle Chart Music Awards (hangul: 써클차트 뮤직 어워드), anteriormente conocidos como Gaon Chart Music Awards, son una de las principales ceremonias de entrega de premios musicales que se celebra cada año en Corea del Sur, otorgado por la Circle Chart, principal gráfico musical del país. Los premios se centran más en las canciones y álbumes que en los artistas. Los finalistas se eligen por su rendimiento en los gráficos de Circle según los datos de las ventas de canciones y álbumes.

## Sedes anfitrionas
| Edición | Año  | Fecha de Ceremonia    | Ciudad               | Lugar                                          | Presentadores                         |
| ------- | ---- | --------------------- | -------------------- | ---------------------------------------------- | ------------------------------------- |
| 1.°     | 2011 | 22 de febrero de 2012 | Seúl, Corea del Sur  | Blue Square Samsung Card Hall                  | Taeyeon y Joo Young Hoon              |
| 2.°     | 2012 | 13 de febrero de 2013 | Seúl, Corea del Sur  | Olympic Hall                                   | Gain y Joo Young Hoon                 |
| 3.°     | 2013 | 12 de febrero de 2014 | Seúl, Corea del Sur  | Arena de Gimnasia Olímpica                     | Kwon Yuri y Oh Sang-jin               |
| 4.°     | 2014 | 28 de enero de 2015   | Seúl, Corea del Sur  | Arena de Gimnasia Olímpica                     | Leeteuk y Lee Hye ri                  |
| 5.°     | 2015 | 17 de febrero de 2016 | Seúl, Corea del Sur  | Olympic Hall                                   | Leeteuk y Yura                        |
| 6.°     | 2016 | 22 de febrero de 2017 | Seúl, Corea del Sur  | Jamsil Arena                                   | Leeteuk y Solar                       |
| 7.°     | 2017 | 14 de febrero de 2018 | Seúl, Corea del Sur  | Jamsil Arena                                   | Leeteuk y Dahyun                      |
| 8.°     | 2018 | 23 de enero de 2019   | Seúl, Corea del Sur  | Jamsil Arena                                   | Kim Jong-kook y Nancy                 |
| 9.°     | 2019 | 8 de enero de 2020    | Seúl, Corea del Sur  | Jamsil Arena                                   | Leeteuk y Lia                         |
| 10.º    | 2020 | 13 de enero de 2021   | Seúl, Corea del Sur  | CJ E&M Center                                  | Leeteuk, Lia, Jaejae y Joo Young-hoon |
| 11.º    | 2021 | 27 de enero de 2022   | Seúl, Corea del Sur  | Jamsil Arena                                   | Jaejae, Doyoung y Sieun               |
| 12.º    | 2022 | 18 de febrero de 2023 | Seúl, Corea del Sur  | Arena de Gimnasia Olímpica                     | Doyoung y Miyeon                      |
| 13.º    | 2023 | 10 de enero de 2024   | Busan, Corea del Sur | Centro de Conferencias y Exposiciones de Busan | Leeteuk, Sieun y Seok Matthew         |

## Premios

### Álbum digital del año (Daesang)
| Edición | Año  | Artista   | Álbum |
| ------- | ---- | --------- | ----- |
| 13.°    | 2023 | NCT Dream | ISTJ  |

### Artista del año (Bonsang)

#### Fïsico (2011-2022)
| Edición | Año  | Ganadores         | Ganadores             | Ganadores        | Ganadores         |
| Edición | Año  | Primer Trimestre  | Segundo Trimestre     | Tercer Trimestre | Cuarto Trimestre  |
| ------- | ---- | ----------------- | --------------------- | ---------------- | ----------------- |
| 1.°     | 2011 | TVXQ              | Beast                 | Super Junior     | Girls' Generation |
| 2.°     | 2012 | Big Bang          | Girls' Generation-TTS | Super Junior     | TVXQ              |
| 3.°     | 2013 | Girls' Generation | Cho Yong Pil          | EXO              | EXO               |
| 4.°     | 2014 | TVXQ              | EXO                   | Super Junior     | Super Junior      |
| 5.°     | 2015 | EXO               | EXO                   | Super Junior     | EXO               |
| 6.°     | 2016 | Got7              | EXO                   | EXO              | BTS               |
| 7.°     | 2017 | BTS               | Seventeen             | BTS              | Wanna One         |
| 8.°     | 2018 | Wanna One         | BTS                   | BTS              | EXO               |
| 9.°     | 2019 | Seventeen         | BTS                   | Seventeen        | EXO               |
| 10.°    | 2020 | BTS               | Baekhyun              | Seventeen        | BTS               |
| 11.°    | 2021 | Iz*One            | NCT Dream             | BTS              | NCT 127           |
| 12.º    | 2022 | NCT               | Seventeen             | BTS              | Stray Kids        |

#### Fïsico (2023-presente)
| Edición | Año  | Ganadores         | Ganadores        | Ganadores                      | Ganadores           | Ganadores                        |
| ------- | ---- | ----------------- | ---------------- | ------------------------------ | ------------------- | -------------------------------- |
| 13.°    | 2023 | Jungkook - Golden | NCT Dream - ISTJ | Seventeen - Seventeenth Heaven | Stray Kids - 5-Star | TXT - The Name Chapter: Freefall |

#### Digital (2011-2022)
| Edición | Año  | Ganadores         | Ganadores         | Ganadores     | Ganadores     | Ganadores             | Ganadores                   | Ganadores     | Ganadores   | Ganadores                | Ganadores     | Ganadores    | Ganadores        |
| Edición | Año  | enero             | febrero           | marzo         | abril         | mayo                  | junio                       | julio         | agosto      | septiembre               | octubre       | noviembre    | diciembre        |
| ------- | ---- | ----------------- | ----------------- | ------------- | ------------- | --------------------- | --------------------------- | ------------- | ----------- | ------------------------ | ------------- | ------------ | ---------------- |
| 1.°     | 2011 | Secret            | IU                | K.Will        | Big Bang      | 2NE1                  | Secret                      | T-ara         | LeeSsang    | Davichi                  | Lee Seung Gi  | Wonder Girls | IU               |
| 2.°     | 2012 | T-ara             | Big Bang          | Big Bang      | Busker Busker | Girls' Generation-TTS | Wonder Girls                | 2NE1          | PSY         | Seo In Guk & Jung Eun Ji | Gain          | Lee Hi       | Lee Seung Gi     |
| 3.°     | 2013 | Girls' Generation | Sistar19          | Davichi       | PSY           | 4Minute               | Sistar                      | Dynamic Duo   | San E       | Soyou & Mad Clown        | IU            | Miss A       | Seo In Guk & Zia |
| 4.°     | 2014 | Girl's Day        | Soyou & Jung Gigo | 2NE1          | AKMU          | G.o.d.                | Taeyang                     | San E & Raina | Park Bo-ram | Sistar                   | Kim Dong Ryul | MC Mong      | A Pink           |
| 5.°     | 2015 | Mad Clown         | Naul              | MC Mong       | Miss A        | Big Bang              | Big Bang                    | Big Bang      | Big Bang    | iKON                     | Taeyeon       | Zico         | PSY              |
| 6.°     | 2016 | GFriend           | Mamamoo           | Jang Bum Joon | Twice         | Urban Zakapa          | Sistar                      | Wonder Girls  | Blackpink   | Lim Chang Jung           | Twice         | Blackpink    | Big Bang         |
| 7.°     | 2017 | AKMU              | Twice             | IU            | IU            | PSY                   | G-Dragon                    | EXO           | Sunmi       | Sechs Kies               | Epik High     | Wanna One    | Twice            |
| 8.°     | 2018 | IKON              | Roy Kim           | Big Bang      | Twice         | Bolbbalgan4           | Blackpink                   | Twice         | Red Velvet  | Im Chang-jung            | IU            | Jennie       | Ben              |
| 9.°     | 2019 | Mc the Max        | Hwasa             | Taeyeon       | Bolbbalgan4   | Davichi               | Jang Hye-jin & Yoon Min-soo | Ben           | Sunmi       | AKMU                     | MC Mong       | IU           | Red Velvet       |
| 10.º    | 2020 | Zico              | BTS               | MC the Max    | Oh My Girl    | IU                    | Blackpink                   | Zico          | BTS         | Chungha & Christopher    | Blackpink     | BTS          | Taeyeon          |
| 11.º    | 2021 | IU                | Shinee            | IU            | Kang Daniel   | BTS                   | Brave Girls                 | BTS           | Red Velvet  | Coldplay & BTS           | IU            | Twice        | -                |
| 12.º    | 2022 | Kep1er            | Taeyeon           | (G)I-dle      | IVE           | Le Sserafim           | BTS                         | Aespa         | Blackpink   | Blackpink                | Le Sserafim   | Itzy         | -                |

#### Digital (2023-presente)
| Edición | Año  | Ganadores              | Ganadores    | Ganadores                    | Ganadores                                   | Ganadores          |
| ------- | ---- | ---------------------- | ------------ | ---------------------------- | ------------------------------------------- | ------------------ |
| 13.°    | 2023 | (G)I-dle - «Queencard» | Ive - «I Am» | Jungkook ft. Latto - «Seven» | Le Sserafim ft. Nile Rodgers - «Unforgiven» | NewJeans - «Ditto» |

#### Global Streaming (2023-presente)
| Edición | Año  | Ganadores              | Ganadores    | Ganadores                    | Ganadores        | Ganadores              |
| ------- | ---- | ---------------------- | ------------ | ---------------------------- | ---------------- | ---------------------- |
| 13.°    | 2023 | (G)I-dle - «Queencard» | Ive - «I Am» | Jungkook ft. Latto - «Seven» | Jisoo - «Flower» | NewJeans - «Super Shy» |

#### Streaming Unique Listeners (2023-presente)
| Edición | Año  | Ganadores              | Ganadores    | Ganadores       | Ganadores                                   | Ganadores          |
| ------- | ---- | ---------------------- | ------------ | --------------- | ------------------------------------------- | ------------------ |
| 13.°    | 2023 | (G)I-dle - «Queencard» | Ive - «I Am» | Aespa - «Spicy» | Le Sserafim ft. Nile Rodgers - «Unforgiven» | NewJeans - «Ditto» |

### Artista nuevo del año
| Edición | Año  | Ganadores       | Ganadores         | Ganadores                 | Ganadores        |
| Edición | Año  | Grupo Masculino | Grupo Femenino    | Solista Masculino         | Solista Femenino |
| ------- | ---- | --------------- | ----------------- | ------------------------- | ---------------- |
| 1.°     | 2011 | B1A4            | A Pink            | Huh Gak                   | Kim Bo Kyung     |
| 2.°     | 2012 | B.A.P           | Hello Venus       | John Park                 | Ailee            |
| 3.°     | 2013 | BTS             | Ladies' Code      | Jung Joon Young           | Lim Kim          |
| 4.°     | 2014 | Winner          | Mamamoo           | -                         | -                |
| 5.°     | 2015 | iKON            | GFriend           | -                         | -                |
| 6.°     | 2016 | NCT             | I.O.I             | -                         | -                |
| 7.°     | 2017 | Wanna One       | -                 | Woo Won-jae               | -                |
| 8.°     | 2018 | Stray Kids      | (G)I-dle y Iz*One | Haon                      | -                |
| 9.°     | 2019 | TXT             | Itzy              | -                         | -                |
| 10.º    | 2020 | Enhypen         | Aespa             | -                         | -                |
| 11.º    | 2021 | -               | -                 | Lee Mu-jin & Lee Chan-won | -                |
| 12.º    | 2022 | -               | NewJeans y IVE    | -                         | -                |

| Edición | Año  | Ganadores                        | Ganadores                 | Ganadores                  |
| Edición | Año  | Álbum                            | Global Streaming          | Streaming Unique Listeners |
| ------- | ---- | -------------------------------- | ------------------------- | -------------------------- |
| 13.°    | 2023 | Zerobaseone - Youth in the Shade | BabyMonster - «Batter Up» | Riize - «Get a Guitar»     |

### Álbum Retail del año
| Edición | Año  | Artista   | Álbum                    |
| ------- | ---- | --------- | ------------------------ |
| 9.°     | 2019 | BTS       | Map of the Soul: Persona |
| 10.º    | 2020 | BTS       | Map of the Soul: 7       |
| 11.º    | 2021 | BTS       | Butter                   |
| 12.º    | 2022 | BTS       | Proof                    |
| 13.º    | 2023 | Seventeen | FML                      |

### Kit más vendido del año
| Edición | Año  | Artista   | Álbum                    |
| ------- | ---- | --------- | ------------------------ |
| 9.°     | 2019 | EXO       | Obsession                |
| 10.º    | 2020 | NCT       | NCT 2020 Resonance Pt. 1 |
| 11.º    | 2021 | NCT Dream | Hello Future             |
| 12.º    | 2022 | NCT       | Universe                 |
| 13.º    | 2023 | Seventeen | Seventeen                |

### Canción más escuchada del año / Música Steady Seller del año
| Edición | Año  | Artista           | Canción                   |
| ------- | ---- | ----------------- | ------------------------- |
| 3.°     | 2013 | Girl's Day        | «Expectation»             |
| 4.°     | 2014 | Soyou & Jung Gigo | «Some»                    |
| 5.°     | 2015 | Naul              | «Living In the Same Time» |
| 6.°     | 2016 | MC the Max        | «No Matter Where»         |
| 7.°     | 2017 | IU                | «Through the Night»       |
| 8.°     | 2018 | iKON              | «Love Scenario»           |
| 9.°     | 2019 | Paul Kim          | «Me After You»            |
| 10.º    | 2020 | IU                | «Blueming»                |
| 11.º    | 2021 | BTS               | «Dynamite»                |
| 12.º    | 2022 | Lim Young-woong   | «Love Always Runs Away»   |
| 13.°    | 2023 | NewJeans          | «Hype Boy»                |

### V Coloring del año
| Edición | Año  | Artista |
| ------- | ---- | ------- |
| 13.°    | 2023 | AKMU    |

### Artista Nuevo Next Generation
| Edición | Año  | Ganadores    | Ganadores |
| ------- | ---- | ------------ | --------- |
| 13.°    | 2023 | Kiss of Life | NiziU     |

### Género del año
| Edición | Año  | Ganadores              | Ganadores                           | Ganadores                      |
| Edición | Año  | J-Pop                  | Balada                              | Trot                           |
| ------- | ---- | ---------------------- | ----------------------------------- | ------------------------------ |
| 13.°    | 2023 | imase - «Night Dancer» | Parc Jae-jung - «Let's Say Goodbye» | Lee Chan-won - «Wish Lanterns» |

### Nuevo ícono del año
| Edición | Año  | Ganadores                | Ganadores            |
| ------- | ---- | ------------------------ | -------------------- |
| 13.°    | 2023 | Hwasa - «I Love My Body» | StayC - «Teddy Bear» |

### Compositor/Letrista del año
| Edición | Año  | Ganadores           | Ganadores     |
| Edición | Año  | Compositor          | Letrista      |
| ------- | ---- | ------------------- | ------------- |
| 1.°     | 2011 | Yoon Il Sang        | Kim Eana      |
| 2.°     | 2012 | Teddy Park          | Kim Eana      |
| 3.°     | 2013 | Duble Sidekick      | Kim Eana      |
| 4.°     | 2014 | Kim Do Hoon         | Min Yeon Jae  |
| 5.°     | 2015 | Black Eyed Pilseung | Kim Eana      |
| 6.°     | 2016 | Black Eyed Pilseung | Jo Yoon Kyung |
| 7.°     | 2017 | Pdogg               | IU            |
| 8.°     | 2018 | Teddy Park          | Seo Ji Eum    |
| 9.°     | 2019 | Black Eyed Pilseung | Min Yeon Jae  |
| 10.º    | 2020 | Pop Time            | IU            |
| 11.º    | 2021 | Ryan S. Jhun        | IU            |
| 12.º    | 2022 | Ryan S. Jhun        | Seo Ji Eum    |
| 13.º    | 2023 | 250                 | Gigi          |

### Performers del año
| Edición | Año  | Ganadores          | Ganadores                     |
| Edición | Año  | Vocalista de apoyo | instrumental                  |
| ------- | ---- | ------------------ | ----------------------------- |
| 1.°     | 2011 | Kim Hyun A         | Kang Soo Ho                   |
| 2.°     | 2012 | Kim Hyo Soo        | Shin Hyun Kwon                |
| 3.°     | 2013 | Gil Eun Kyung      | Tommy Kim                     |
| 4.°     | 2014 | Kang Tae Woo       | Jang Hyeok                    |
| 5.°     | 2015 | Lee Tae Yoon       | Kang Sung Ho                  |
| 6.°     | 2016 | Kim Ryeong         | Lee Seong-yeol & Choi Tae-wan |
| 7.°     | 2017 | Kang Tae-woo       | Lee Seung-yeob                |
| 8.°     | 2018 | Jun Jae Hee        | Kim Mi-jung & Shin Sang-won   |
| 9.°     | 2019 | Joo Chan Yang      | Choi Hun                      |
| 10.º    | 2020 | KREEZE             | Jung Jae-pil (YOUNG)          |
| 11.º    | 2021 | Kim Yeon Seo       | Jung Jae-pil (YOUNG)          |
| 12.º    | 2022 | Bae Soo-jung       | Choi In-sung                  |
| 13.º    | 2023 | Perrie             | Hareem                        |

### Canción Internacional del año
| Edición | Año  | Artista                                  | Canción             |
| ------- | ---- | ---------------------------------------- | ------------------- |
| 1.°     | 2011 | Maroon 5                                 | «Moves Like Jagger» |
| 2.°     | 2012 | Maroon 5                                 | «Payphone»          |
| 3.°     | 2013 | DJ Gollum                                | «The Bad Touch»     |
| 4.°     | 2014 | Maroon 5                                 | «Maps»              |
| 5.°     | 2015 | Adele                                    | «Hello»             |
| 6.°     | 2016 | Maroon 5                                 | «Don't Wanna Know»  |
| 7.°     | 2017 | Ed Sheeran                               | «Shape of You»      |
| 8.°     | 2018 | Camila Cabello                           | «Havana»            |
| 9.°     | 2019 | Anne-Marie                               | «2002»              |
| 11.º    | 2021 | Justin Bieber ft. Daniel Caesar & Giveon | «Peaches»           |
| 12.º    | 2022 | The Kid Laroi & Justin Bieber            | «Stay»              |
| 13.º    | 2023 | Charlie Puth                             | «Dangerously»       |

### Social Hot Star del año
| Edición | Año  | Ganadores |
| ------- | ---- | --------- |
| 9.°     | 2019 | BTS       |
| 10.º    | 2020 | Blackpink |
| 11.º    | 2021 | BTS       |
| 12.º    | 2022 | BTS       |
| 13.º    | 2023 | Blackpink |

### Estrella Mundial de K-Pop
| Edición | Año  | Ganadores  |
| ------- | ---- | ---------- |
| 3.°     | 2013 | 2NE1       |
| 4.°     | 2014 | Kara       |
| 5.°     | 2015 | BTS        |
| 6.°     | 2016 | Shinee     |
| 7.°     | 2017 | Got7       |
| 8.°     | 2018 | Seventeen  |
| 9.°     | 2019 | Monsta X   |
| 10.º    | 2020 | NCT        |
| 11.º    | 2021 | Stray Kids |
| 12.º    | 2022 | TXT        |
| 13.º    | 2023 | NCT Dream  |

### Premio Mubeat Choice
| Edición | Año  | Ganandores      | Ganandores |
| Edición | Año  | Masculino       | Femenino   |
| ------- | ---- | --------------- | ---------- |
| 10.°    | 2020 | Lim Young-woong | Blackpink  |
| 11.º    | 2021 | BTS             | Lisa       |
| 12.º    | 2022 | Lim Young-woong | Blackpink  |
| 13.º    | 2023 | Lim Young-woong | NiziU      |

### Premio a la Popularidad por votaciones móviles
| Edición | Año  | Ganadores               | Ganadores               |
| Edición | Año  | Grupo                   | Solista                 |
| ------- | ---- | ----------------------- | ----------------------- |
| 3.°     | 2013 | EXO                     | -                       |
| 4.°     | 2014 | EXO                     | -                       |
| 5.°     | 2015 | EXO                     | -                       |
| 6.°     | 2016 | EXO                     | Sehun                   |
| 7.°     | 2017 | Wanna One               | Taeyeon                 |
| 13.º    | 2023 | Zhang Hao (Zerobaseone) | Zhang Hao (Zerobaseone) |

### Premios especiales
| Edición | Año  | Premio                              | Artista           |
| ------- | ---- | ----------------------------------- | ----------------- |
| 1.°     | 2011 | Premio Especial Oricon              | Girls' Generation |
| 2.°     | 2012 | Premio Especial Hallyu              | CNBLUE            |
| 4.º     | 2014 | Premio Weibo Kpop Star              | Super Junior      |
| 5.°     | 2015 | Premio Weibo Kpop Star              | Sehun             |
| 5.°     | 2015 | Grupo Asiático más Influyente       | Big Bang          |
| 6.°     | 2016 | Premio de Popularidad Global V Live | BTS               |
| 13.º    | 2023 | Premio Busan Is Good                | AKMU y Kyoungseo  |
| 13.º    | 2023 | Director Visual del año             | Kim Hye-soo       |
| 13.º    | 2023 | Director Performance del año        | Park So-yeon      |

## Premios descontinuados

### Cantante Popular del año
| Edición | Año  | Artista                   | Canción                         |
| ------- | ---- | ------------------------- | ------------------------------- |
| 3.°     | 2013 | Roy Kim & Jung Joon Young | «Becoming Dust»                 |
| 4.°     | 2014 | Im Chang Jung             | «A Glass of Soju»               |
| 5.°     | 2015 | So Chan-whee              | «Tears»                         |
| 6.°     | 2016 | MC the Max                | «No Matter Where»               |
| 7.°     | 2017 | Yoon Jong-shin            | «Like It»                       |
| 8.°     | 2018 | Jang Deok Cheol           | «Good Old Days»                 |
| 9.°     | 2019 | Lim Jae Hyun              | «If There Was Practice in Love» |
| 10.º    | 2020 | Hwang in-wook             | «Phocha»                        |
| 11.º    | 2021 | Standing Egg              | «Old Song»                      |

### Descubrimiento del año
| Edición | Año  | Ganadores | Ganadores          | Ganadores | Ganadores      | Ganadores  | Ganadores  |
| Edición | Año  | Hip Hop   | Indie              | R&B       | Balada         | Trot       | Grupo      |
| ------- | ---- | --------- | ------------------ | --------- | -------------- | ---------- | ---------- |
| 1.°     | 2011 | -         | The Koxx           | Noel      | -              | -          | Girl's Day |
| 2.°     | 2012 | Double K  | 3rd Line Butterfly | -         | -              | -          | -          |
| 3.°     | 2013 | -         | Rose Motel         | -         | -              | -          | -          |
| 4.°     | 2014 | Epik High | -                  | -         | -              | -          | -          |
| 5.°     | 2015 | Mino      | Hyukoh             | Zion.T    | -              | Lee Ae Ran | -          |
| 6.°     | 2016 | Bewhy     | Bolbbalgan4        | Dean      | Han Dong-geun  | -          | -          |
| 7.°     | 2017 | Changmo   | MeloMance          | Heize     | Hwang Chi-yeul | -          | -          |
| 8.°     | 2018 | -         | -                  | Punch     | Ben            | -          | -          |
| 9.°     | 2019 | -         | -                  | -         | Kassy          | -          | N.Flying   |
| 10.º    | 2020 | -         | -                  | -         | -              | Young Tak  | -          |
| 11.º    | 2021 | Homies    | -                  | -         | -              | -          | StayC      |
| 12.º    | 2022 | Be'O      | -                  | -         | -              | -          | -          |

### Estilo del año
| Edición | Año  | Ganadores                  | Ganadores                     |
| Edición | Año  | Coreógrafo                 | Estilista                     |
| ------- | ---- | -------------------------- | ----------------------------- |
| 1.°     | 2011 | Prepix                     | Seo Soo Kyung                 |
| 2.°     | 2012 | Lee Joo Seon               | Song Jeong Ok                 |
| 3.°     | 2013 | Yama & Hot Chicks          | Jung Bo Yoon                  |
| 4.°     | 2014 | Team DQ                    | Park Seo Hyun y Choi Ji Hyang |
| 5.°     | 2015 | Yama & Hot Chicks          | Ji Eun                        |
| 6.°     | 2016 | Son Sung Deuk              | Choi Hee Sun                  |
| 7.°     | 2017 | Lia Kim                    | Kim Ye-jin y Choi Kyung-won   |
| 8.°     | 2018 | Son Sung Deuk              | Ji Eunie                      |
| 9.°     | 2019 | Choi Ri An                 | Choi Hee Sun                  |
| 10.º    | 2020 | Son Sung Deuk              | Kim Bal-ko & Park Min-hee     |
| 11.º    | 2021 | Son Sung Deuk              | Kim Wook                      |
| 12.º    | 2022 | Kim Eun-ju & Kim Young-hoo | Park Min-hee                  |

### Producción discográfica del año
| Edición | Año  | Ganadores          | Ganadores                |
| Edición | Año  | Productor          | Grabación                |
| ------- | ---- | ------------------ | ------------------------ |
| 7.°     | 2017 | Fave Entertainment | «Through the Night» (IU) |
| 8.°     | 2018 | YG Entertainment   | «Love Scenario» (iKON)   |
| 9.°     | 2019 | MNH Entertainment  | «Gotta Go» (Chungha)     |
| 10.°    | 2020 | Ambition Musik     | «Meteor» (Changmo)       |
| 11.°    | 2021 | EDAM Entertainment | «Lilac» (IU)             |
| 12.º    | 2022 | Cube Entertainment | I Never Die ((G)I-dle)   |

### Hot Performance del año
| Edición | Año  | Ganadores  |
| ------- | ---- | ---------- |
| 3.°     | 2013 | A Pink     |
| 4.°     | 2014 | AOA        |
| 5.°     | 2015 | Red Velvet |
| 5.°     | 2015 | VIXX       |
| 6.°     | 2016 | Seventeen  |
| 6.°     | 2016 | Infinite   |
| 7.°     | 2017 | NU'EST W   |
| 7.°     | 2017 | Got7       |
| 8.°     | 2018 | Seventeen  |
| 9.°     | 2019 | NCT Dream  |
| 9.°     | 2019 | Chungha    |
| 10.º    | 2020 | Iz*One     |
| 10.º    | 2020 | Stray Kids |
| 11.º    | 2021 | Oh My Girl |
| 11.º    | 2021 | The Boyz   |
| 12.º    | 2022 | Enhypen    |

### Rookie Mundial de K-Pop
| Edición | Año  | Ganandores | Ganandores |
| Edición | Año  | Masculino  | Femenino   |
| ------- | ---- | ---------- | ---------- |
| 3.°     | 2013 | B.A.P      | -          |
| 4.°     | 2014 | BTS        | -          |
| 5.°     | 2015 | Seventeen  | AOA        |
| 7.°     | 2017 | -          | Blackpink  |
| 8.°     | 2018 | The Boyz   | Momoland   |
| 9.°     | 2019 | Stray Kids | (G)I-dle   |
| 10.º    | 2020 | Ateez      | Itzy       |
| 11.º    | 2021 | Enhypen    | Aespa      |
| 12.º    | 2022 | -          | StayC      |

### Estrella Internacional en Ascenso del año
| Edición | Año  | Ganador       |
| ------- | ---- | ------------- |
| 6.°     | 2016 | Charlie Puth  |
| 7.°     | 2017 | Shawn Mendes  |
| 9.°     | 2019 | Billie Eilish |
| 10.º    | 2020 | Tones and I   |
| 11.º    | 2021 | The Kid Laroi |
| 12.º    | 2022 | Gayle         |

### Contribución al K-Pop
| Edición | Año  | Ganadores                            |
| ------- | ---- | ------------------------------------ |
| 1.°     | 2011 | Lee Soo Man (S.M. Entertainment)     |
| 2.°     | 2012 | Hong Seung Sung (Cube Entertainment) |
| 3.°     | 2013 | Cho Yong Pil                         |
| 4.°     | 2014 | Shin Hae Chul                        |
| 6.°     | 2016 | Sechs Kies                           |
| 7.°     | 2017 | Yoon Jong-shin                       |
| 8.°     | 2018 | BTS                                  |
| 10.º    | 2020 | Lee Soo-man                          |

### Premio Hot Trend
| Edición | Año  | Ganadores  | Ganadores   |
| ------- | ---- | ---------- | ----------- |
| 2.°     | 2012 | Apink      | -           |
| 3.°     | 2013 | Crayon Pop | -           |
| 4.°     | 2014 | Block B    | EXID        |
| 5.°     | 2015 | B.A.P      | Baek A-yeon |

### Productor del año
| Edición | Año  | Ganadores                             |
| Edición | Año  | Productor                             |
| ------- | ---- | ------------------------------------- |
| 1.°     | 2011 | Kim Kwang Soo (MBK Entertainment)     |
| 2.°     | 2012 | Yang Hyun Suk (YG Entertainment)      |
| 3.°     | 2013 | Yang Hyun Suk (YG Entertainment)      |
| 4.°     | 2014 | Kim Shi Dae (Starship Entertainment)  |
| 5.°     | 2015 | Yang Hyun Suk (YG Entertainment)      |
| 6.°     | 2016 | Bang Shi Hyuk (Big Hit Entertainment) |

### Premio Nueva Plataforma en Línea
| Edición | Año  | Ganadores   |
| ------- | ---- | ----------- |
| 1°      | 2011 | YouTube     |
| 1°      | 2011 | Daum        |
| 3.°     | 2013 | Bugs!       |
| 4.°     | 2014 | Kakao Music |

### Premio Distribución de Música
| Edición | Año  | Ganadores          | Ganadores       |
| Edición | Año  | Online             | Offline         |
| ------- | ---- | ------------------ | --------------- |
| 2.°     | 2012 | LOEN Entertainment | KMP Holdings    |
| 3.°     | 2013 | CJ E&M Music       | CJ E&M Music    |
| 4.°     | 2014 | Universal Music    | Universal Music |

### Ingeniero de Sonido del año
| Edición | Año  | Ganadores     |
| ------- | ---- | ------------- |
| 1.°     | 2011 | Ko Seung Wook |
| 2.°     | 2012 | Jeon Hoon     |
| 3.°     | 2013 | Jo Joon Sung  |